# Tobarra
Tobarra község Spanyolországban, Albacete tartományban. Lakosainak száma 7947 fő (2024).

## Földrajza
Tobarra Albacete, Chinchilla de Monte-Aragón, Fuente-Álamo, Ontur, Albatana, Hellín és Pozohondo községekkel határos.

## Népesség
A település lakosságának változását az alábbi diagram mutatja:
| Lakosok száma | 7499 | 7814 | 7907 | 8029 | 8205 | 8075 | 7822 | 7684 | 7691 | 7947 |
|               | 2001 | 2004 | 2006 | 2009 | 2011 | 2014 | 2016 | 2019 | 2021 | 2024 |